# Lake Park (Florida)
Lake Park ist eine Stadt im Palm Beach County im US-Bundesstaat Florida. Das U.S. Census Bureau hat bei der Volkszählung 2020 eine Einwohnerzahl von 9.047 ermittelt.

## Geographie
Die Stadt liegt 4 km nördlich von West Palm Beach. Lake Park wird vom U.S. Highway 1 sowie von den Florida State Roads A1A und 850 durchquert bzw. tangiert. Außerdem führt in unmittelbarer Nähe die Interstate 95 in Nord-Süd-Richtung am Stadtgebiet vorbei.

## Demographische Daten
Laut der Volkszählung 2010 verteilten sich die damaligen 8155 Einwohner auf 3742 Haushalte. Die Bevölkerungsdichte lag bei 1456,3 Einw./km². 37,4 % der Bevölkerung bezeichneten sich als Weiße, 55,0 % als Afroamerikaner, 0,2 % als Indianer und 2,4 % als Asian Americans. 2,1 % gaben die Angehörigkeit zu einer anderen Ethnie und 2,8 % zu mehreren Ethnien an. 8,0 % der Bevölkerung bestand aus Hispanics oder Latinos.
Im Jahr 2010 lebten in 32,2 % aller Haushalte Kinder unter 18 Jahren sowie 22,5 % aller Haushalte Personen mit mindestens 65 Jahren. 60,1 % der Haushalte waren Familienhaushalte (bestehend aus verheirateten Paaren mit oder ohne Nachkommen bzw. einem Elternteil mit Nachkomme). Die durchschnittliche Größe eines Haushalts lag bei 2,57 Personen und die durchschnittliche Familiengröße bei 3,28 Personen.
27,6 % der Bevölkerung waren jünger als 20 Jahre, 27,4 % waren 20 bis 39 Jahre alt, 28,8 % waren 40 bis 59 Jahre alt und 16,1 % waren mindestens 60 Jahre alt. Das mittlere Alter betrug 36 Jahre. 48,3 % der Bevölkerung waren männlich und 51,7 % weiblich.
Das durchschnittliche Jahreseinkommen lag bei 42.583 $, dabei lebten 20,3 % der Bevölkerung unter der Armutsgrenze.
Im Jahr 2000 war Englisch die Muttersprache von 76,01 % der Bevölkerung, haitianisch sprachen 13,11 %, spanisch sprachen 5,83 % und 5,05 % hatten eine andere Muttersprache.

## Sehenswürdigkeiten
Am 3. September 1981 wurde die Kelsey City City Hall in das National Register of Historic Places eingetragen.

## Kriminalität
Die Kriminalitätsrate lag im Jahr 2010 mit 502 Punkten (US-Durchschnitt: 266 Punkte) im hohen Bereich. Es gab eine Vergewaltigung, 25 Raubüberfälle, 47 Körperverletzungen, 116 Einbrüche, 478 Diebstähle und 30 Autodiebstähle.